# Ghiare Bonvisi
Ghiare Bonvisi (Al Giäri o Al Gieri in dialetto parmigiano) è una frazione rurale del comune di Sorbolo Mezzani, posta a 1 km a nord di Mezzano Inferiore e a 20 km nord-est da Parma.

## Toponomastica
Il toponimo Ghiare, spesso usato lungo il corso del fiume Po e altri fiumi circostanti a designare terreni originatisi da depositi alluvionali, deriva dalla voce medievale glarea atto a designare qualsiasi deposito alluvionale indipendentemente dal fatto che possa o meno già essere stato colonizzato dalla vegetazione. Il nome Bonvisi proviene dal nome della famiglia proprietaria di queste terre nei secoli scorsi

## Geografia fisica
Il territorio, a vocazione prettamente agricola, si trova interamente nella zona golenale tra la riva destra del fiume Po e l'argine maestro del medesimo corso d'acqua, protetta da un piccolo argine consortile. Non esiste un vero e proprio centro abitato, se si esclude la corte Bonvisi che può essere considerata il fulcro di un territorio caratterizzato da case coloniche sparse diverse delle quali oggi disabitate.

## Storia

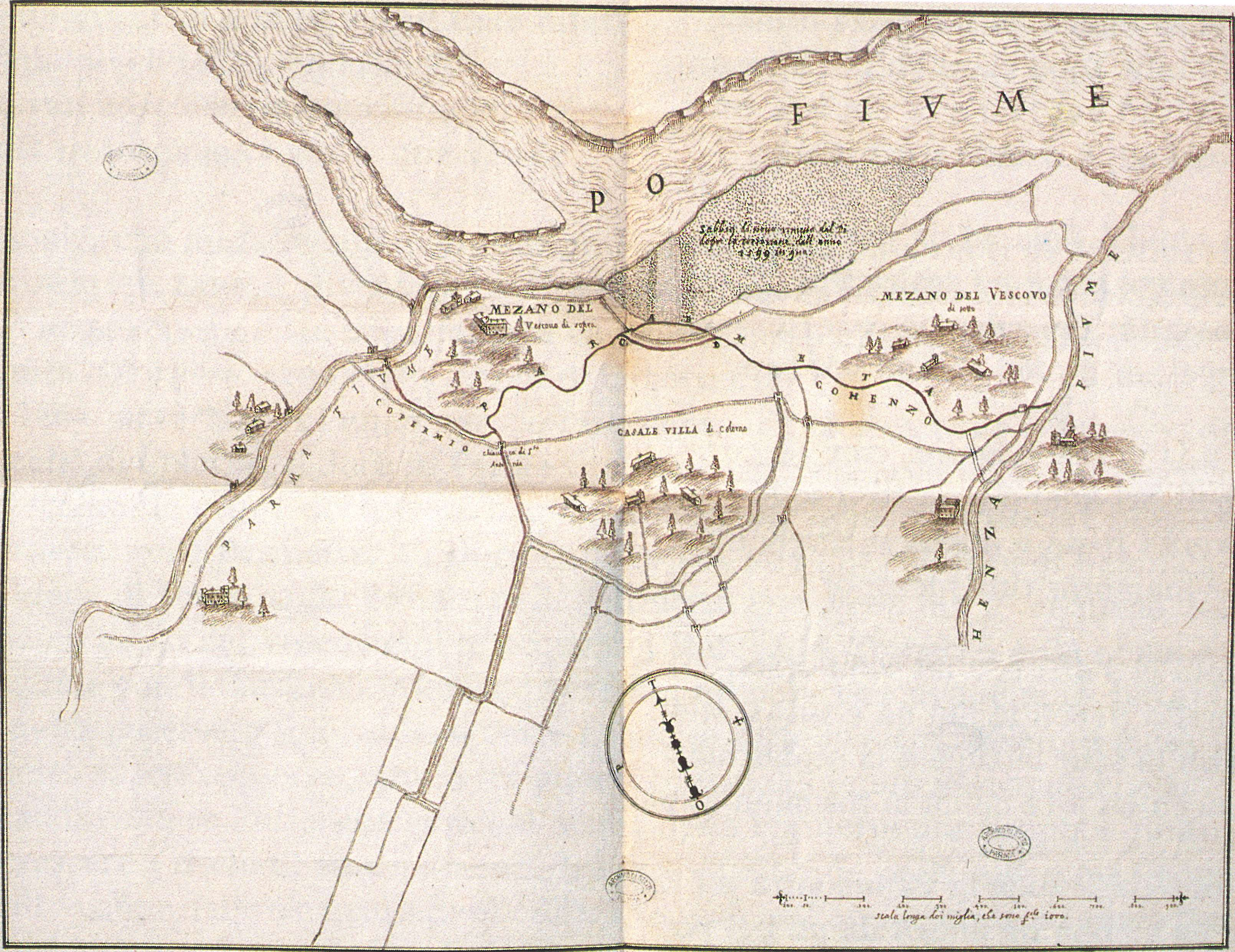
Carta del XVII secolo in cui Parma ed Enza confluiscono separatamente in Po

Il territorio è di formazione molto recente, fino al XVII secolo le acque del Po scorrevano in corrispondenza dell'attuale Parma Morta, a ridosso dell'odierno argine maestro e a sud delle Ghiare Bonvisi e i torrenti Enza e Parma sboccavano nel fiume principale separatamente.
A partire dal 1600 il corso del Po iniziò a spostarsi progressivamente verso nord, causando l'erosione della riva viadanese (MN). Il contemporaneo accumulo materiali alluvionali di fronte alla riva mezzanese formò nuove isole o giare nei pressi della confluenza della Parma. Una carta del 1616 rileva la presenza di due isole di fronte a Mezzano Superiore già colonizzate dalla vegetazione e utilizzate come pascolo. Inizialmente il torrente fluiva tra le due giare ma fu poi costretto a deviare il proprio corso verso est incanalandosi nel vecchio alveo del Po poiché le due isole ora unite alla riva sinistra del corso d'acqua ne ostruivano la vecchia foce. In una prima fase la Parma nei pressi di Mezzano Inferiore si biforcava in due bracci paralleli entrambi confluenti nell'Enza. Un ulteriore apporto di sedimenti costrinse l'Enza a spostare la foce verso Brescello e interrò il ramo più settentrionale della Parma. Il 6 giugno 1711 i nuovi territori (detti giarre, corrispondenti alle odierne Ghiare Bonvisi) appena formatisi tra Po e Parma furono acquistati dalla Camera Ducale da Bianca Teresa Bonvisi appartenente alla omonima famiglia di marchesi lucchesi che edificò la corte ancora oggi visibile.

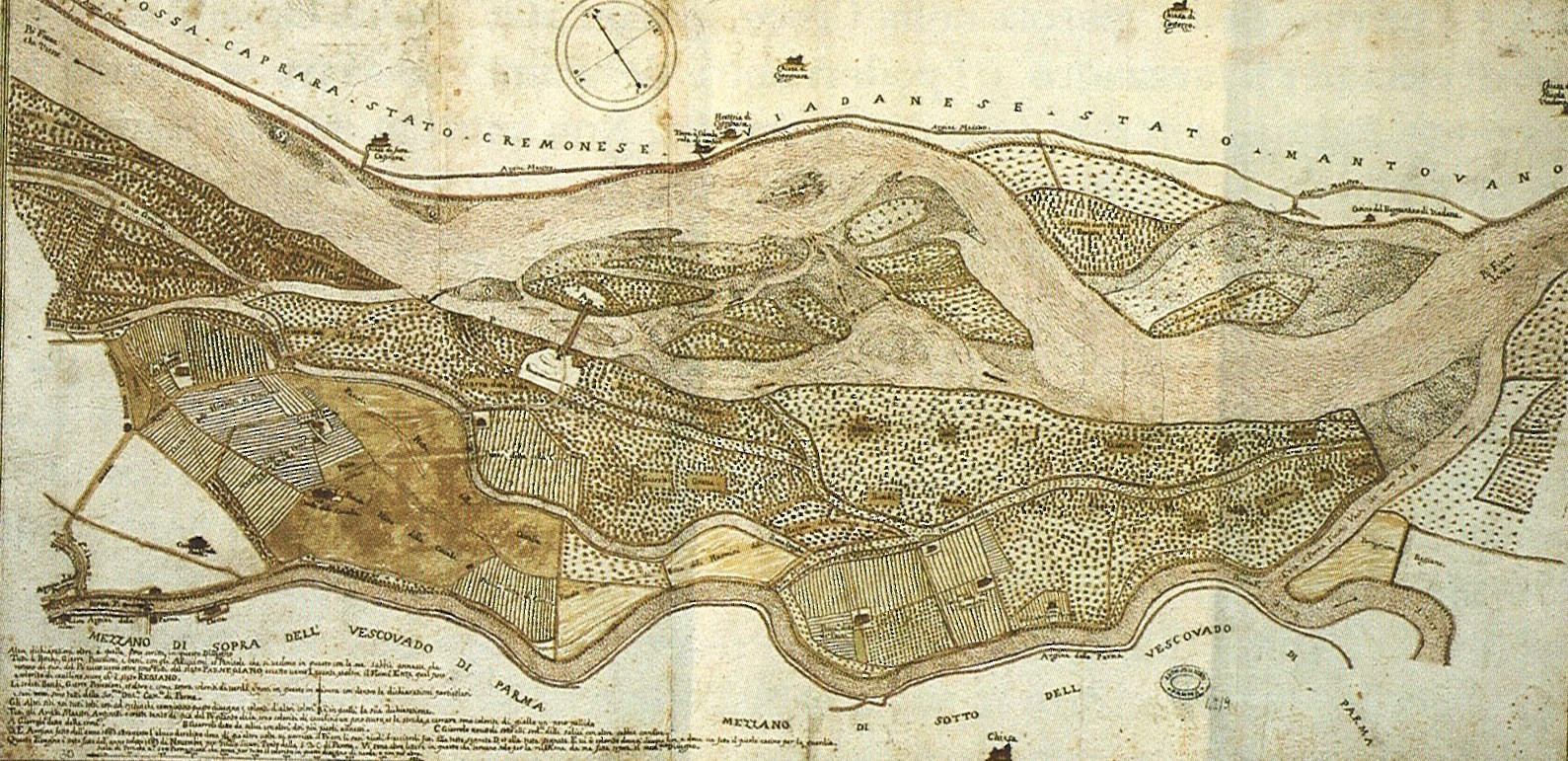
Le Ghiare Bonvisi in una carta del 1683: Parma ed Enza confluiscono congiuntamente in Po, è visibile il braccio settentrionale della Parma in via di interrimento

Nel 1763 due mesi dopo il passaggio dei contermini territori dei Mezzani dal vescovo di Parma al Ducato di Parma i Bonvisi proprietari delle Ghiare Bonvisi furono creati marchesi dal duca Filippo I di Borbone.
Agli inizi dell'800 Maria Luigia fece dono alle popolazioni di Mezzano Superiore e Inferiore delle comunaglie. Si trattava di terreni di proprietà della camera ducale nell'area delle Ghiare che i mezzanesi coltivavano in enfiteusi da tempi remoti, nel giro di pochi anni le due comunità decisero di spartirsene la proprietà (da qui il nome che portano ancora oggi: le partite).
Trattandosi di una striscia di terra tra due fiumi, le Ghiare Bonvisi ebbero sempre il problema della corrisione delle rive fluviali. In particolare destava preoccupazione la scarsa pendenza del lungo tratto finale da Colorno fino all'Enza della Parma che rallentava il deflusso delle acque e aumentava la probabilità di esondazioni in caso di piena. La Congregazione dei cavamenti studiò una soluzione a questo problema.
Si propose di deviare la Parma facendola sboccare direttamente in Po qualche chilometro più a monte. L'idea era di realizzare un nuovo alveo di due miglia dalla curva di Bezze fino a Sanguigna. I tecnici però capirono ben presto che l'opera era irrealizzabile, per effetto delle pendenze lo scolo della Parma sarebbe stato difficoltoso: nel punto previsto per il nuovo sbocco il pelo dell'acqua del Po sarebbe stato a un livello superiore rispetto a quello delle acque provenienti dalla Parma. Il progetto fu abbandonato e ci si limitò a innalzare e rafforzare gli argini esistenti.
Tra il 1845 e il 1850 per effetto delle mutate correnti del fiume, la riva destra del Po si avvicinò sempre più all'alveo della Parma. In pochi anni il torrente tornò a sboccare direttamente in Po. Non è documentato né l'anno in cui ciò avvenne né se si trattò solo di un processo naturale legato all'erosione della sponda parmense o se fu velocizzato con una deviazione artificiale come quella ipotizzata a Sanguigna anni prima. Gli unici dati certi si possono desumere dalla cartografia: nella planimetria pubblicata nel 1828 dall'Istituto Geografico Militare, per conto dello Stato Maggiore Austriaco Parma ed Enza sboccano ancora congiuntamente, nella carta topografica della provincia di Parma del 1879 figura uno sbocco indipendente in Po, ma la configurazione attuale si trova solo in una carta del 1884. Le Ghiare Bonvisi, a seguito della mutazione del corso del torrente, nel 1872 furono smembrate dalla parrocchia di Mezzano Rondani cui erano sempre appartenute e vennero aggregate a quella più vicina di Mezzano Inferiore.
Nei primi decenni del '900 nella località che ancora oggi porta tale nome Angelo Fantini edificò una fornace di laterizi, fu la prima vera attività industriale impiantata a Mezzani. L'azienda però nel 1930 venne trasferita nella vicina Viadana.
Nel 1993 nelle vicinanze della località Fornace venne invece innalzata una torre metallica per indagini nel sottosuolo allo scopo di verificare la presenza di idrocarburi. Non essendo stato rinvenuto nulla di potenzialmente sfruttabile la torre venne rimossa dopo pochi mesi.
Dal secondo dopoguerra le Ghiare Bonvisi si sono andate progressivamente spopolando anche a causa del rischio esondazioni cui sono soggette per essere posizionate nella golena del Po. Un ulteriore calo dei residenti si è avuto a seguito delle ultime inondazioni del 1994 e del 2000, la regione Emilia-Romagna per ridurre le problematiche legate a questi eventi calamitosi ha favorito una politica di delocalizzazione, ne è conseguito l'abbattimento di diverse abitazioni.

## Monumenti e luoghi d'interesse

### Architetture civili
L'unico edificio di una certa rilevanza è la Corte Bonvisi. Edificato dall'omonima famiglia lucchese nel XVII secolo, alcune carte conservate presso il municipio di Mezzani lo raffigurano circondato da un giardino all'italiana. Nell'edificio venne eretto un oratorio dedicato a S. Bernardo degli Uberti benedetto nel 1756 ma poi scomparso con le successive trasformazioni edilizie del complesso.
A seguito della politica di delocalizzazione delle aree golenali portata avanti dalla regione dopo il 2000 un'ala dello storico edificio è stata demolita.

### Altro
- Porto Turistico Fluviale (Fiume Po)

Inaugurato il 30 maggio 2009, si tratta di un Porto Fluviale d'importanza provinciale, studiato anche per usi diportistici pubblici e privati.

### Aree naturali
- Riserva naturale orientata Parma Morta
- Acquario

All'interno della riserva naturale orientata Parma Morta è presente un acquario didattico in cui sono ospitate le specie di pesci e crostacei autoctoni della zona come carpe, tinche, storioni, pesci gatto, gamberi di fiume. La struttura è ospitata in una tipica casa contadina della golena del Po.